# 코덱스 기가스

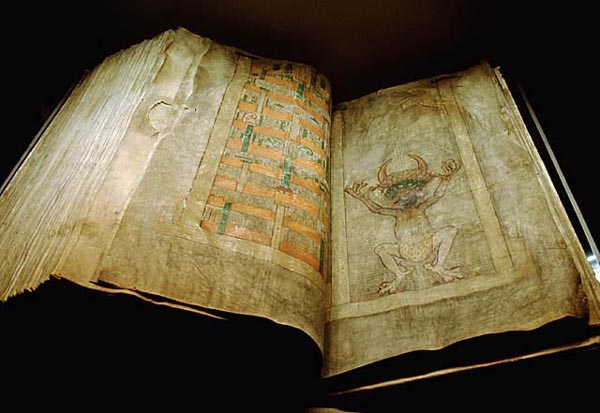
세계에서 가장 방대한 필사본 코덱스 기가스.

코덱스 기가스(Codex Gigas)는 세계에서 현존하는 가장 방대한 중세 필사본 중 하나이다. 이 필사본은 내부에 한 페이지 가득 거대한 악마의 그림이 그려져 있기 때문에 종종 악마의 성서(Devil's Bible)라고도 한다.
이 문서는 보헤미아의 포드라지체(Podlažice; 현재 체코 공화국)에 있었던 베네딕트 수도원(Benedictine monastery)에서 13세기 초에 만들어졌다. 이 책에는 불가타(Vulgate) 성경과 많은 역사적 문헌이 라틴어로 기록되어 있다. 1648년 30년 전쟁 기간 스웨덴군에 의해 약탈당해 전리품으로 보내져 현재 스톡홀름에 있는 스웨덴의 국립 도서관(National Library)에 소장되어 있으며 운반에 두 명의 사서가 필요하다.

## 외관

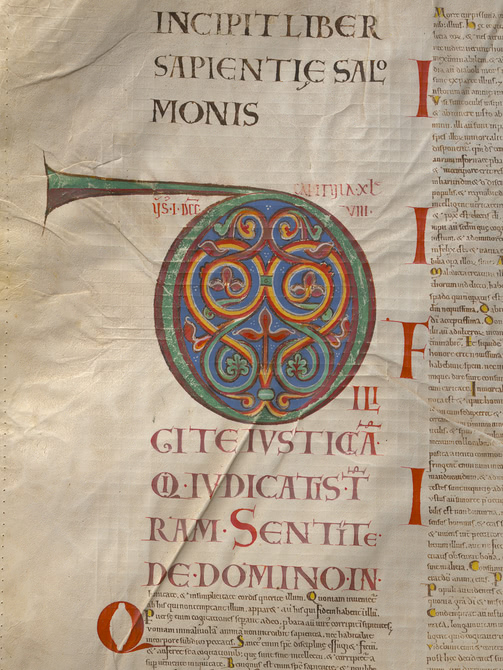
코덱스는 온통 호화롭게 채색되어 있었다.

코덱스 기가스는 목제 폴더와 그걸 감싼 화려한 가죽과 철로 만들어져 있었다. 높이 92cm (36.2in.), 너비 50cm (19.7in.), 두께 22cm (8.6in.)에 달하는 이 거대한 중세 필사본은처음엔 320장의 피지(Vellum)로 구성되어 있지만 나중에 8장이 뜯겨나간 상태이다. 베네딕트 수도원의 규율이 포함되어 있었을 것으로 생각되는 사라진 페이지에 대해 어떤 이유에서 없어졌는지는 알 수가 없다. 몇몇 사람들의 추측으로는 악마 (수도사)가 훔쳐 간 것이라고 생각했다. (전설 참고) 코덱스 기가스의 무게는 거의 75 kg (165lbs.)에 달한다. 코덱스 기가스에는 310장의 양피지(parchment)들이 필요했고, 아마 소가죽(calfskin)으로 만들어졌을 것이다.

## 역사
코덱스 기가스는 크루딤(Chrudim) 근처 포드라지체에 있는 베네딕트 수도원에 은둔한 헤르만에 의해 만들어졌다고 생각된다. 하지만 수도원은 15세기경 파괴되었다. 이 필사본의 기록은 1229년을 끝으로 종료되었으며, 이후 시토 수도회의 세드렉 수도원(Cistercians Sedlec monastery)으로 옮겨졌다가 브레브노프(Brevnov)의 다른 베네딕트 수도원에 팔려갔다. 1477년부터 1593년 동안 브로모프(Břevnov)의 수도원 도서관에 소장되어 있다가 1594년 프라하(Prague)로 실려가 루돌프 2세(Rudolf II)의 소장품중 하나가 되었다.
30년 전쟁이 끝난 1648년 루돌프 2세가 모아둔 모든 소장품들은 전리품으로 스웨덴에 강탈되었다. 1649년부터 2007년까지 코덱스 기가스는 스톡홀름(Stockholm)의 스웨덴 왕립 도서관(Swedish Royal Library)에 소장되었으며, 코덱스 기가스가 만들어진 곳은 박물관이 설립되었다.
코덱스 기가스는 2007년 9월 24일 359년 만에 프라하로 돌아와 6주간에 걸친 전시에 사용된 후 2008년 1월 스웨덴으로 되돌아갔다(전시는 체코 국립 도서관).

## 내용
전체가 라틴어로 작성된 코덱스 기가스는 불가타(Vulgate) 성경의 초기 버전 전체 내용이 수록되어 있다. 또한 세빌랴의 이실도르(Isidore of Seville)가 작성한 어원사전(Etymologiae), 요세푸스(Josephus)의 유태유물(Antiquities of the Jews), 코스마스(Cosmas)의 보헤미아 연대기(Chronicle of Bohemia)외에 기타 다양한 문서들과 수도원의 수도사 명부 등이 포함되어 있다.

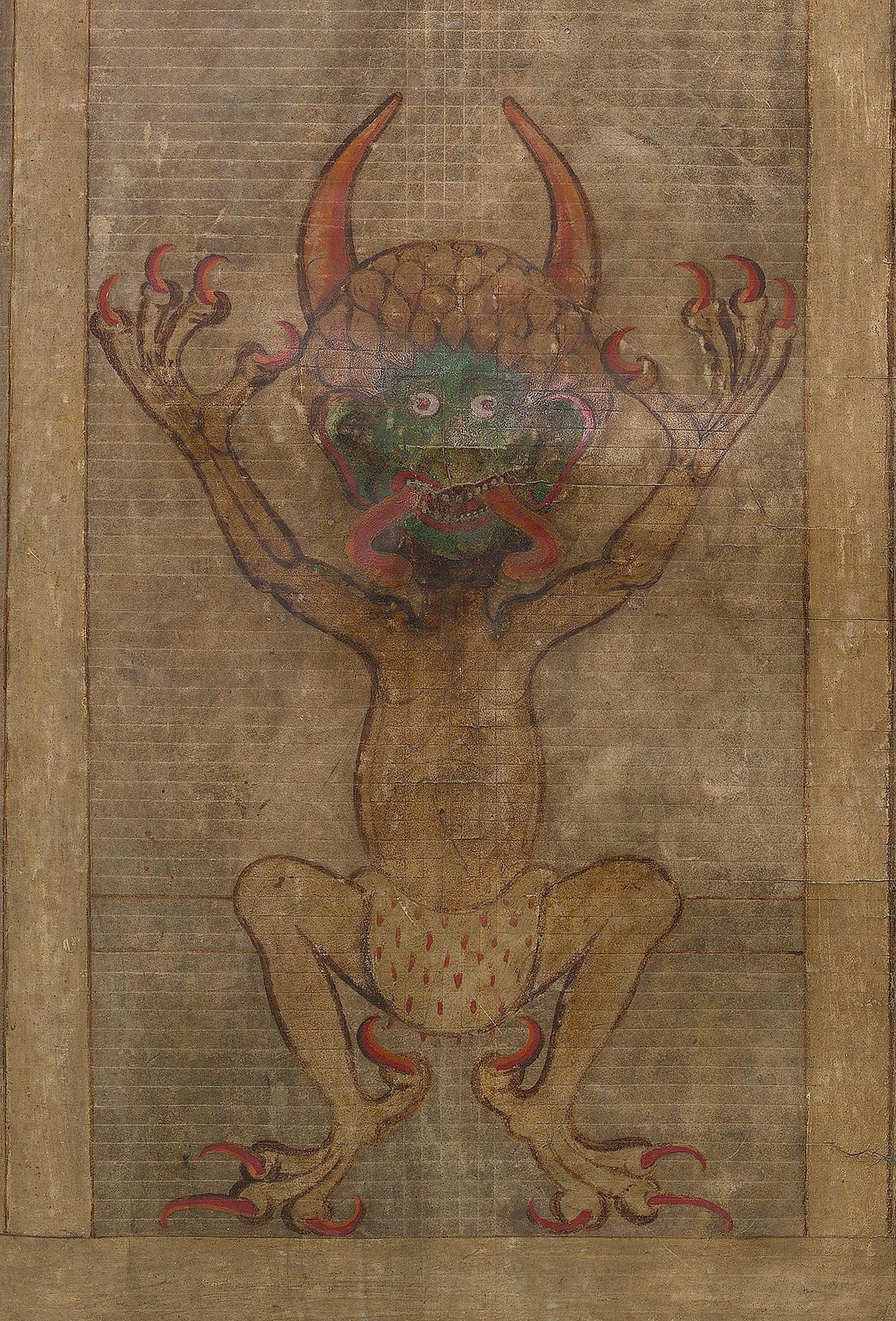
577페이지에 그려진 악마 그림. 전설에 의하면 코덱스를 완성하기 위해 악마에게 영혼을 팔았다고 한다.

코덱스 기가스는 적색, 청색, 황색, 녹색, 그리고 금색으로 꾸며져 있으며, 대문자는 정교하게 장식되어 있는데 종종 페이지 전체를 가로지르기도 한다. 코덱스 기가스를 기록한 글씨체는 한 사람의 글씨로 생각되는데, 이를 통하여 작자의 나이나 질병상태, 기분 등을 판단하기에는 어려움이 있으며, 전설에 따르면 이 필사본은 상당히 짧은 시간 동안 작성된 것이라고도 한다.
577 페이지에는 특이한 악마 그림이 그려져 있는데, 그 크기는 50 cm 에 달한다. 이 페이지 전에도 몇 장의 우울한 그림들이 있는데 반하여 이 그림의 분위기는 매우 밝다.

## 전설
전설에 따르면 코덱스 기가스는 수도원 규율을 어기고 독방에 갇힌 한 수도사에 의해서 만들어졌다고 한다. 그는 자신의 죄를 용서받기 위한 방법으로 단 하루만에 책을 만들어 수도원의 영광을 높이려는 생각을 하게 되었고, 그 안에 인간의 모든 지식을 담고자 하였다. 그러나 한밤중이 가까워오자 혼자 힘으로는 더 이상 작업을 진행할 수 없다는 것을 깨달은 수도사는 악마에게 영혼을 팔아 도움을 청했고, 악마는 그를 도와 책을 완성시켰으며, 수도사는 그의 도움에 대한 보답으로 악마의 그림을 그려 삽입하였다는 것이다. 그러나 이런 전설에도 불구하고 코덱스 기가스는 금서 목록에 오르지 않았으며, 많은 학자들에 의하여 연구되었다.

## 더 읽어보기
- Bártl, S., Kostelecký, J.: Ďáblova bible. Tajemství největší knihy světa, Paseka, 1993. ISBN 80-85192-64-0
- Codex Gigas in the European Library: treasure of national library of Sweden